# Raghupati

Gandhi durante la Marcha de la Sal, marzo de 1930.

Raghúpati Rághava Raya Ram es un bhajan (canción religiosa hinduista) en idioma sánscrito e hindi.

## Historia
Es una variación de otro bhajan del poeta maratí Ramdás (del siglo XVII).
La música fue compuesta por el músico ciego Visnú Digambar Paluskar (18 de agosto de 1872 - 21 de agosto de 1931). La canción fue popularizada, alrededor del mundo, por el líder político indio Mojandas Gandhi durante la Marcha de la sal (el 12 de marzo de 1930), contra el Imperio británico.

## Letra
La versión popularizada por Mahatma Gandhi en idioma hindí dice:
रघुपित राघव राजाराम,
पतित पावन सीताराम
सीताराम सीताराम,
भज प्यारे तू सीताराम
ईश्वर अल्लाह तेरो नाम,
सब को सन्मित दे भगवान
Transliteración
raghúpati rághava raya ram,
patita-pávana sita-ram
sita ram sita ram,
bhash piare tu sita-ram
ishuara allah tere nam,
sabako sanmati de bhagaván.
Traducción
Señor Rama, dueño de la casa de Raghú,
purificadores de los caídos, Sita y Ram,
Sita-Ram, Sita-Ram,
amado, alabemos a Sita-Ram,
Dios o Alá es tu nombre,
bendición de sabiduría, dé, Señor.
En alguna versión le añaden esta frase:
जय रघुनंदन जय सिया राम जानकी वल्लभ सीताराम
yaia raghú-nándan, yaia siiá rama yanakí-vallabha sita-ram
Viva el querido de Raghú, viva Sita-Rama, el amado de la hija de Yanaka [Rama], Sita-Rama.